# Paracopidosoma cuprinum
Paracopidosoma cuprinum är en stekelart som beskrevs av Trjapitzin 1989. Paracopidosoma cuprinum ingår i släktet Paracopidosoma och familjen sköldlussteklar.
Artens utbredningsområde är Algeriet. Inga underarter finns listade i Catalogue of Life.